# Лысый, Альберто
Альберто Лысый или Иван (исп. Alberto Lysy; 11 февраля 1935[…], Буэнос-Айрес — 30 декабря 2009 или 31 декабря 2009, Лозанна) — аргентинский скрипач и дирижёр украинского происхождения. Также педагог, композитор, музыкально-общественный деятель. Владел виртуозной техникой.
Лауреат Государственного скрипичного конкурса (Буэнос-Айрес, 1950), Международного конкурса скрипачей имени королевы Елизаветы (Брюссель, 1955), на обоих — первая премия, Международной педагогической премии Страдивари (США, 2006).

## Биография
Происходил из семьи украинских эмигрантов.
Игре на скрипке учился у отца, затем — у Л. Шпиллера в Буэнос-Айресе. Дебютировал в 1944 году, исполнил концерт Николо Паганини. Учился в Лондоне и Гштаде (Швейцария) у Иегуди Менухина, который подарил скрипку работы Дж. Гварнери (1742), познакомил с известными музыкантами — Б. Бриттеном, Н. Буланже, П. Казальсом, Г. Касадо.
Как солист Лысый играл под руководством А. Боулта, П. Булеза, К. Дэвиса, И. Маркевича с симфоническими оркестрами США, Великобритании, филармоническим оркестрами Нью-Йорка, Лондона, Рима, Амстердама. Участвовал в главных европейских фестивалях.
Основатель ансамблей камерной музыки — Camerata Bariloche (1967, Буэнос-Айрес), «Камерата А. Лысого» (1971, Гштад), в составе которой играли А. Войтович, А. Комиссарова, О. Каськив, А. Бурко. В репертуаре Лысого (как скрипача и дирижёра) — классическая и романтическая скрипичная музыка.
В 1977 году основал и до 2008 года был дирижёром и художественным руководителем Международной музыкальной академии И. Менухина в Гштаде, где проходили стажировку многие украинские молодые музыканты, в частности Олесь Семчук, А. Пилатюк, Г. Сафонов, О. Строган и другие.
Автор музыкальных произведений, среди которых — вариации на тему А. Корелли, где использовал мелодию песни «Ревёт и стонет Днепр широкий». Гастролировал в США, бывших странах СССР (в том числе Украине), Китае, Японии: с «Камератой Лысого» (1994, Киев), и как солист (2002, Львов) с камерным оркестром «Виртуозы Львова» под руководством Ю. Луцива.
Альберто Лысый умер в Лозанне 30 декабря 2009 года в возрасте 74 лет.